# Pierre Duchaussois
Pour les articles homonymes, voir Duchaussois.
Pierre Jean-Baptiste Duchaussois (Walincourt, 4 août 1878 - Nice, 9 novembre 1940) est un missionnaire français. 

## Biographie
Novice des Oblats de Marie-Immaculée (1897), il est ordonné prêtre en 1903 et part au Canada pour devenir professeur à l'Université catholique d'Ottawa. 
Docteur ès lettres, il devient missionnaire à Edmonton en Alberta où il est chargé par le vicaire apostolique des missions du Mackenzie, Mgr Breynat, de rédiger l'histoire du Grand Nord canadien. Duchaussois va alors parcourir pendant deux ans tout le territoire jusqu'à l'océan Arctique (1915-1916) pour pouvoir publier en 1920 son ouvrage Aux glaces polaires, véritable succès de librairie qui connaît une traduction en six langues et obtient le prix Montyon 1921. 
De retour en France en 1922, il est envoyé à Ceylan en 1924 où il reste jusqu’en 1929, en Afrique du Sud et au Congo belge (1932-1935) mais ne laisse aucune relation sur ces deux derniers voyages. 

## Publications
- Aux glaces polaires. Indiens et Esquimaux, 1920
- Apôtres inconnus, 1924
- Femmes héroïques. Les sœurs grises canadiennes aux glaces polaires, 1927
- Sous les feux de Ceylan. Chez les Cinghalais et les Tamouls, 1929
- Rose du Canada, 1932, prix Juteau-Duvigneaux de l’Académie française en 1933
- Des missionnaires français à Ceylan, 1934